# Ideopsis messana
Ideopsis messana är en fjärilsart som beskrevs av Hans Fruhstorfer 1913. Ideopsis messana ingår i släktet Ideopsis och familjen praktfjärilar. Inga underarter finns listade i Catalogue of Life.